# Албица (Васлуј)
Албица (рум. Albița) насеље је у Румунији у округу Васлуј у општини Дранчени. Oпштина се налази на надморској висини од 39 m.

## Становништво
Према подацима из 2002. године у насељу је живело 81 становника, од којих су сви румунске националности.